# 1967 dans les parcs de loisirs
| Années des parcs de loisirs : 1964 - 1965 - 1966 - 1967 - 1968 - 1969 - 1970    |
| Décennies des parcs de loisirs : 1930 - 1940 - 1950 - 1960 - 1970 - 1980 - 1990 |

## Parcs d'attractions

### Ouverture
- Parco Gulliver ( Italie) Aujourd'hui appelé Cavallino Matto.
- Fort Fun Abenteuerland ( Allemagne)
- Funtown USA ( États-Unis)
- La Ronde ( Canada) Construit à l'occasion de l'Expo 67 à Montréal.
- Kirchhellener Märchenwald ( Allemagne) Aujourd'hui appelé Movie Park Germany.
- Phantasialand ( Allemagne) Ouvert au public le 30 avril 1967.
- Six Flags Over Georgia ( États-Unis)
- Super Slide Amusement Park ( États-Unis)

### Fermeture
- Pacific Ocean Park (en) ( États-Unis)
- Riverview Beach Park ( États-Unis)
- Riverview Park ( États-Unis)

## Attractions
Ces listes sont non exhaustives.

### Montagnes russes

#### Délocalisations
| Nom            | Type / Modèle | Constructeur         | Parc          | Pays   | Anciennement                   |
| -------------- | ------------- | -------------------- | ------------- | ------ | ------------------------------ |
| Roller Coaster | Assise        | Spillman Engineering | Chippewa Park | Canada | [nom inconnu] à Winnipeg Beach |

#### Nouveautés
| Nom                    | Type/Modèle             | Constructeur                  | Parc                    | Pays       |
| ---------------------- | ----------------------- | ----------------------------- | ----------------------- | ---------- |
| Cannon Ball            | Bois                    | Philadelphia Toboggan Company | Lake Winnepesaukah (en) | États-Unis |
| Dahlonega Mine Train   | Train de la mine        | Arrow Dynamics                | Six Flags Over Georgia  | États-Unis |
| Marche du Mille-pattes | Junior                  | Arrow Dynamics                | La Ronde                | Canada     |
| Mini-Mine Train        | Train de la mine junior | Arrow Dynamics                | Six Flags Over Georgia  | États-Unis |
| Monster Mouse          | Wild Mouse              | Allan Herschell Company       | Playland (New York)     | États-Unis |

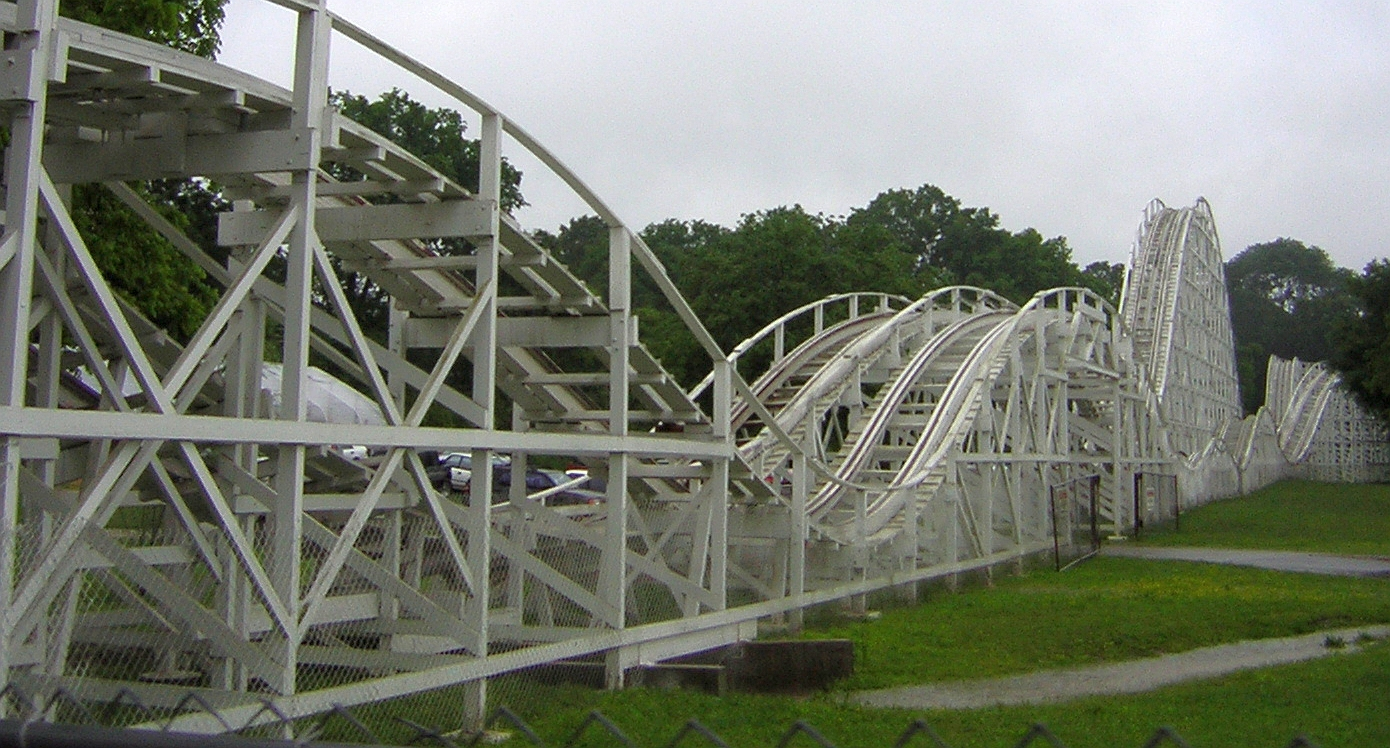
Cannon Ball à Lake Winnepesaukah (en)
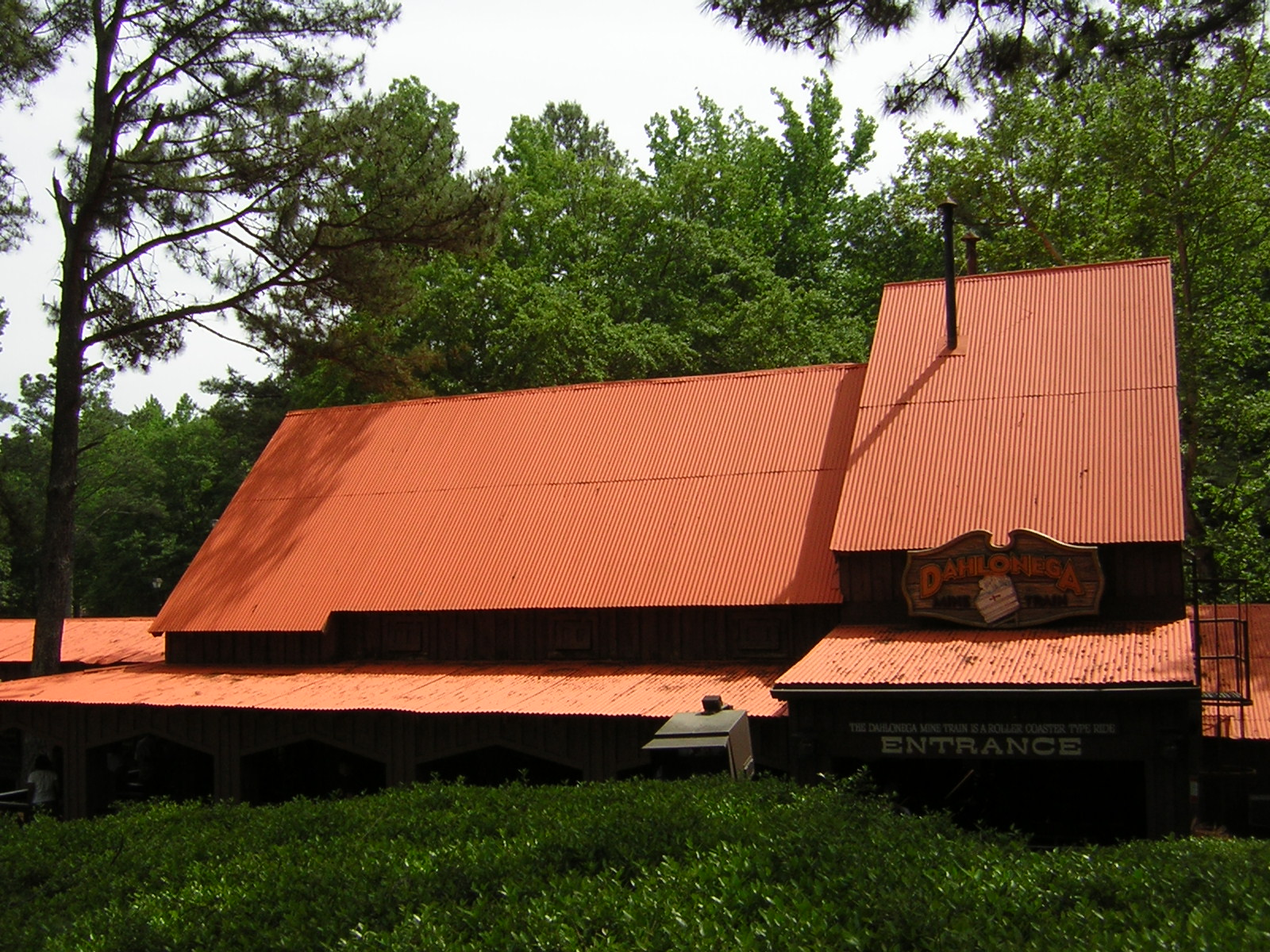
Dahlonega Mine Train à Six Flags Over Georgia

### Autres attractions
Ces listes sont non exhaustives.
| Nom de l'attraction               | Type                      | Constructeur                       | Parc                   | Pays       |
| --------------------------------- | ------------------------- | ---------------------------------- | ---------------------- | ---------- |
| Adventure Thru Inner Space        | Parcours scénique         | WED Enterprises                    | Disneyland             | États-Unis |
| America the Beautiful             | Cinéma Circle-Vision 360° | WED Enterprises                    | Disneyland             | États-Unis |
| Bayside Skyride                   | Télécabine                |                                    | SeaWorld San Diego     | États-Unis |
| Carousel of Progress              | Théâtre rotatif           | WED Enterprises                    | Disneyland             | États-Unis |
| Flight to the Moon                | Simulateur                | WED Enterprises                    | Disneyland             | États-Unis |
| Ghost Ship                        | Parcours scénique         | Bill Tracy                         | Kennywood              | États-Unis |
| La Pitoune                        | Bûches                    | Arrow Dynamics                     | La Ronde               | Canada     |
| Le Train des sables               | Train à vapeur            |                                    | La Mer de sable        | France     |
| Pédalos Devenus Bateaux à Pédales | Pédalos                   |                                    | Parc Bagatelle         | France     |
| Pariserhjulet                     | Grande roue               | Anton Schwarzkopf                  | Gröna Lund             | Suède      |
| Pariserhjulet                     | Grande roue               | Anton Schwarzkopf                  | Liseberg               | Suède      |
| Pirates of the Caribbean          | Barque scénique           | WED Enterprises                    | Disneyland             | États-Unis |
| Tales of the Okefenokee           | Barque scénique           |                                    | Six Flags Over Georgia | États-Unis |
| Terroride                         | Parcours scénique         | Amusement Display Associates, Inc. | Lagoon                 | États-Unis |

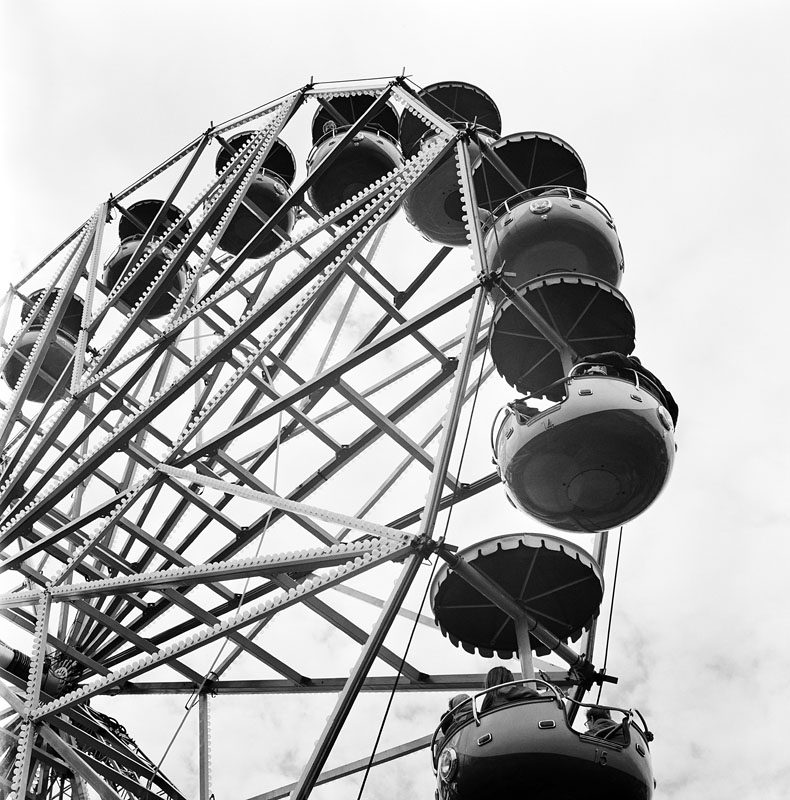
Pariserhjulet à Gröna Lund
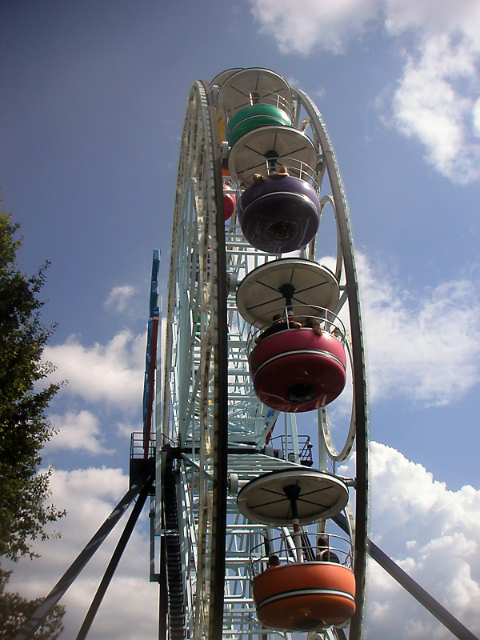
Pariserhjulet à Liseberg
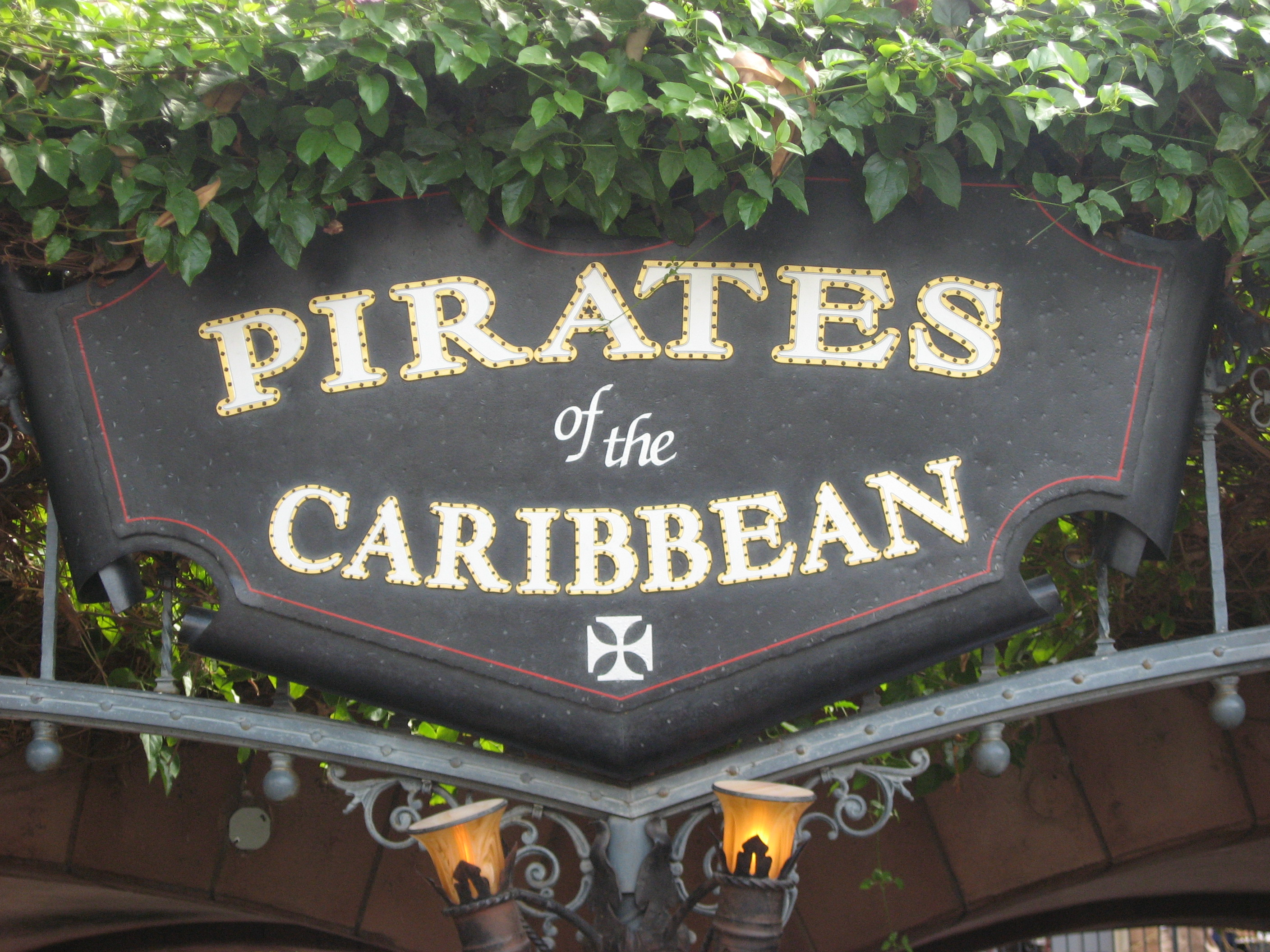
Pirates of the Caribbean à Disneyland